# Колумбия на летних Олимпийских играх 1992
Колумбия принимала участие в Летних Олимпийских играх 1992 года в Барселоне (Испания) в тринадцатый раз за свою историю, и завоевала одну бронзовую медаль. Сборную страны представляли 3 женщины.

## Бронза
- Лёгкая атлетика, женщины, 400 метров — Химена Рестрепо.